# 三里街街道
三里街街道，是中华人民共和国安徽省合肥市瑶海区下辖的一个乡镇级行政单位。

## 行政区划
三里街街道下辖以下地区：
临淮路社区、三里一村社区、三里三村社区、铁路一村社区、凤阳一村社区、凤阳路社区、天长路社区和来安路社区。